# Vernon Isaac
Vernon Clarence Isaac (Pittsburg, Texas, 21 oktober 1913 - 16 december 1999) was een Amerikaanse jazz-musicus (vibrafoon, saxofoon en klarinet) en bandleider. Hij was een belangrijk figuur in de jazzscene van Ottawa.
Isaac was actief als danser en musicus in theatershows. Begin jaren dertig woonde hij in Kansas City, waar hij optrad met musici als Bennie Moten, Cab Calloway, Lionel Hampton en Charlie Parker. In de jaren erna was hij een rondreizende muzikant en speelde hij bij de bands van Count Basie (1933 en 1939), Fletcher Henderson en (korte tijd) Duke Ellington. Tijdens de oorlogsjaren leidde hij enkele legerbands. In Philadelphia speelde hij met mannen als John Coltrane en Sonny Rollins en richtte hij een lounge-groep op, Three Jacks and a Jill. Met deze groep speelde hij veel in Canada, waar hij ook ging wonen, in Montreal. In deze stad leidde hij in clubs enkele showbands, ook toerde hij met verschillende groepen in Canada waaronder zijn L.V.J. Trio. In 1973 verhuisde hij naar Ottawa, waar hij begin jaren tachtig een eigen bigband formeerde. Ook was hij hier de medeoprichter  van Jazz Ottawa, een organisatie die het Ottawa International Jazz Festival begon.

## Discografie
- The Big Bamboo (L.V.J. Trio), Vintage Records, 1968
- Live! Downstairs San Antonio Rose (Vern Isaac's BigBand), V.I.C. Records, 1984